# Should Second Husbands Come First?

Should Second Husbands Come First?  est un film américain de Leo McCarey sorti en 1927.

## Fiche technique
- Titre original : Should Second Husbands Come First?
- Réalisation : Leo McCarey
- Producteur : Hal Roach
- Société de production : Hal Roach Studios
- Société de distribution : Pathé Exchange
- Pays d’origine :  États-Unis
- Langue : Anglais
- Format : 1.33 : 1, 35 mm, noir et blanc
- Son : Muet
- Genre : Comédie
- Durée : 20 minutes
- Date de sortie : 23 octobre 1927

## Distribution
- Max Davidson : Mr. Ethan Wattles
- Lillian Elliott : La veuve
- Spec O'Donnell : Plus jeune fils de la veuve
- David Butler : Ainé de la veuve